# ГЕС Shíhǔtáng
ГЕС Shíhǔtáng (石虎塘航电枢纽) — гідроелектростанція на сході Китаю у провінції Цзянсі. Знаходячись між ГЕС Wànān (вище по течії) та ГЕС Xiájiāng, входить до складу каскаду на річці Гань, яка впадає до розташованого на правобережжі Янцзи найбільшого прісноводного озера країни Поянху.
В межах проекту долину річки перекрили комбінованою греблею довжиною 1337 метра, яка включає розташовану у руслі бетонну ділянку із водопропускними шлюзами та машинним залом довжиною 798 метрів та прилягаючу до неї ліворуч насипну секцію. Гребля утримує витягнуте на 38 км водосховище з площею поверхні 29,2 км2 та об'ємом 632 млн м3, в якому припустиме коливання рівня поверхні у операційному режимі в діапазоні лише 0,2 метра — між позначками 56,3 та 56,5 метра НРМ. Біля лівого берегу облаштований судноплавний шлюз із розмірами камери 180х23 метрів.
Інтегрований у греблю машинний зал обладнали шістьома бульбовими турбінами потужністю по 20 МВт, які забезпечують виробництво 527 млн кВт-год електроенергії.
Видача продукції відбувається по ЛЕП, розрахованій на роботу під напругою 220 кВ.